# Перо (за писање)
Перо (прасловенска ријеч индоевропског поријекла), перце, заоштрена направа за писање и цртање течном бојом, мастилом или тушем. Перо је уобичајен део прибора за писање који наноси мастило на површину, обично папир, за писање или цртање. Рана пера као што су пера од трске, птичија пера, умачућа пера и плотер држала су малу количину мастила на врху пера или у малој празнини или шупљини која је морала да се периодично допуњује урањањем врха оловке у мастионицу. Данас таква пера налазе само мали број специјализованих употреба, као што су илустрација и калиграфија. Тршчана пера, птичија пера и умачућа пера, које су служила за писање, замењена су хемијским оловкама, ролерима, пенкалима и фломастерима или перима са керамичким врховима. Плотери, који су кориштени за техничко цртање и картографију, замењени су техничким оловкама као што је рапидограф. Све ове модерне оловке садрже унутрашње резервоаре за мастило, тако да их није потребно потапати у мастило током писања.

## Порекло имена
Већина направа за писање се једним именом називају пера биле оне органског или неорганског поријекла (трска, птичије перо, метално перо…). Птичије перо је одредило назив овој направи за писање.

## Типови

### Модерни тип
Оловке које се данас обично користе могу се категорисати на основу механизма врха за писање и врсте мастила:
- Хемијска оловка дозира вискозно мастило на бази уља помоћу мале тврде сфере, или куглице, која се котрља преко површине на којој се пише. Кублица се држи заробљена у лежишту на врху оловке, при чему је једна половина отворена, а друга половина уроњена у мастило из резервоара оловке. Када се куглица ротира, она преноси мастило - које влажи куглицу - из резервоара на спољну површину. Кублица је обично мање од милиметра у пречнику и направљена је од месинга, челика или волфрам карбида.[4] Мастило, због свог високог вискозитета, не продире кроз папир и капиларним деловањем не напушта врх оловке. Стога се дозира минимална количина мастила, исход чега је да се писање суши скоро тренутно, а мастило траје дуже него код других врста оловака. Хемијске оловке су поуздане, разноврсне и робусне и доступне су по веома широком распону цена. Оне су замениле налив-пера као најчешћи алат за свакодневно писање.

## Историјат
Човјек је квалитетно узнапредовао када је први пут сопствена опажања измјестио и забиљежио ван сопственог памћења у своју околину - станиште. Цртао је по зидовима пећина у којима је живио, прво сировим нађеним материјалима из околине, онда преуређеним – заоштреним каменом, животињском кости, обојеном земљом. Човјек је уз прибор за писање усавршавао и боју којом је остављао трагове, али и објекте по којима је писао. Писало се по папирусу, посебно припремљеној кожи, папиру… Кинези су слова писали танком четкицом од девине длаке. Јапанци су писали заоштреном трском. Прва права пера вероватно су направили Египћани. Причврстили су комадић бакра сличан данашњем челичном перцету за крај шупљег штапића. Прва слова писана руком јавила су се код Грка прије скоро 4000 година. Грци су употребљавали перо од метала, кости или слоноваче, а писали су на плочицама пресвученим воском. Још касније правила су се расцијепљена пера од шупљих, цјевастих травки, која су умакали мастила и писали њима по папирусу.
У средњем вијеку су људи по први пут почели писати заоштреним гушчијим , враниним или лабудовим перима.
Челична пера су се почела производити у Енглеској већ 1780. године, али су прешла у општу употребу тек 40 година касније. Прва наливпера, којим и ми данас пишемо, патентирао је 1884. године Л. Е. Ватерман.
Део којим се пише направљен је обично од 14 каратног злата, а сам врх је пресвучен иридијем. То су глатки, чврсти метали који омогућавају да перо не гребе папир приликом писања. Мастило се налази у самом перу, у резервоару од тврде гуме или пластичне масе, које има облик цевчице.
Перо с куглицом уместо врха направљено је у XX веку. Пише се сићушном куглицом од хромираног челика.

### Историјски примери
Стари Египћани су развили писање на свицима папируса при чему су писари користили танке четкице од трске или пера од трске Juncus maritimus или морског рогоза. У својој књизи Историја писања, Стивен Роџер Фишер сугерише, на основу налаза из Сакаре, да је перо од трске можда коришћено за писање на пергаменту још од прве династије, или око 3000. године пре нове ере. Пера од трске наставиле су да се користе све до средњег века, али су их полако замењивале птичија пера из отприлике 7. века. Трсчано перо, углавном направљено од бамбуса, још увек користе млади студенти у неким деловима Пакистана, и користи се за писање на малим дрвеним плочама.
Перо од трске је преживело све док папирус као површина за писање није замењен животињским кожама, велумом и пергаментом. Глатка површина коже омогућавала је финије, ситније писање птичијим пером, направљеним од летачког перја. Перо је коришћено у Кумрану у Јудеји за писање појединих свитака са Мртвог мора, који датирају од око стоте године пре нове ере. Свици су писани хебрејским дијалектима са птичјим перима. У списима светог Исидора Севиљског у 7. веку се специфично спомињу пера. Пера су још увек била широко кориштена у осамнаестом веку и кориштена су за писање и потписивање Устава Сједињених Држава 1787.
У рушевинама Помпеја пронађено је бакарно перо, што показује да су метална пера коришћена 79. године. У дневнику Семјуела Пеписа за август 1663. такође се помиње „сребрно перо које носи мастило”. 'Новоизумљена' метална пера су оглашавана у Тајмсу 1792. године. Метални врх за оловку патентиран је 1803. године, али патент није комерцијално искоришћен. Брајан Донкин је 1811. године огласио на продају патент за производњу металних оловки. Џон Мичел из Бирмингема почео је да масовно производи пера са металним врхом 1822. године, и након тога се квалитет челичних пера довољно побољшао тако да су пера са металним пером ушле у општу употребу.
Најранији историјски запис о оловци са резервоаром датира из 10. века нове ере. Године 953, Ел Муиз, Фатимидски калиф Египта, захтевао је перо која му не би умрљало руке или одећу, и пружено му је перо која је држала мастило у резервоару из која је испоручивано у перо. Могуће је да је ово перо било наливперо, али његов механизам остаје непознат, а пронађен је само један запис у којем се помиње. Каснија пера са резервоаром развијена су 1636. У свом делу Deliciae Physico-Mathematicae (1636), немачки проналазач Данијел Швентер описао је перо направљену од два птичија пера. Једно перо је служило као резервоар за мастило унутар другог пера. Мастило је било затворено плутом унутар пера. Мастило је бивало истиснуто кроз мали отвор до места писања. Године 1809. Бартоломеју Фолшу је у Енглеској одобрен патент за перо са резервоаром за мастило.
Студент у Паризу, Румун Петраче Поенару, изумео је наливперо које је користило перо као резервоар за мастило. Француска влада је патентирала ово у мају 1827. Након тога је растао број патената и обим производња током 1850-их.
Први патент на хемијску оловку издат је 30. октобра 1888. Џону Џеј Лауду. Године 1938. Ласло Биро, уредник мађарских новина, уз помоћ свог брата Ђорђа, хемичара, почео је да дизајнира нове типове оловака, укључујући и ону са малом куглицом на врху која се могла слободно окретати у лежају. Како се оловка кретала дуж папира, куглица је ротирала, узимајући мастило из картриџа са мастилом и остављајући га на папиру. Биро је поднео захтев за британски патент 15. јуна 1938. Године 1940. браћа Биро и пријатељ, Хуан Хорхе Мејн, преселили су се у Аргентину, бежећи од Нацистичке Немачке. Дана 17. јуна 1943. поднели су захтев за још један патент. Они су основали „Биро Пенс Аргентине”, а до лета 1943. први комерцијални модели су били доступни. Избрисиве хемијске оловке је представио Пејпер Мејт 1979. године, када је Ирејсермејт стављен на тржиште.
Едуард Славољуб Пенкала, натурализовани хрватски инжењер и проналазач пољско-холандског порекла из Краљевине Хрватска и Славонија у Аустроугарској, постао је познат по даљем развоју механичко пера (1906) – тада названог „аутоматско перо“ – и првог наливпера са чврстим мастилом (1907). У сарадњи са предузетником по имену Едмунд Мостер, покренуо је компанију Пенкала-Мостер и изградио фабрику пера и оловака која је у то време била једна од највећих у свету. Ово предузеће, које се сада зове ТОЗ-Пенкала, постоји и данас. „ТОЗ“ је скраћеница од „Творница оловака Загреб“.
Шездесетих година прошлог века, оловку од влакана или фломастер је изумео Јукио Хорие из Пентела, токијског предузећа за канцеларијски прибор. Пејпер Мејт Флер је био међу првим фломастерима који су се појавили на америчком тржишту током 1960-их, и од тада је лидер. Маркерске оловке и маркери су слични фломастерима, и постали су популарни у последње време.
Хемијске оловке су представљене током раних 1970-их. Оне користе мобилну куглицу и течно мастило да би произвеле глађу линију. Технолошки напредак током касних 1980-их и раних 1990-их побољшао је укупне перформансе лоптице. Порозна хемијска оловка садржи врх направљен од неког порозног материјала као што је филц или керамика. Висококвалитетна оловка за цртање обично има керамички врх, јер добро подноси трење и не шири када се врши притисак током писања.
Иако је проналазак писаће машине и персоналног рачунара са методом уноса путем тастатуре понудио још један начин писања, перо је и даље главно средство за писање. Многи људи воле да користе скупе типове и марке оловака, укључујући наливпера, а оне се понекад сматрају статусним симболом.

## Употреба пера
Прва пера , и она од биљака, и она од птица, и она од метала, су прво умакана у мастило да би могла да пишу. Писање је морало бити прекидано када је перо, послије неколико ријечи, остало без мастила, а писање није било уједначено нити је траг био равномјеран. Када је смишљена писаљка која је на себи имала спремиште за мастило, које је дозирано дотицало по перу, писање није морало бити прекидано, а траг мастила је био уједначен и равномјеран.